# مقاطعة أردستان
مقاطعة أردستان (بالفارسية: شهرستان اردستان) هي مقاطعة تقع في إيران في أصفهان. يقدر عدد سكانها بـ 43,585 نسمة .